# Malacorhinus acaciae
Malacorhinus acaciae är en skalbaggsart som först beskrevs av Schaeffer 1906.  Malacorhinus acaciae ingår i släktet Malacorhinus och familjen bladbaggar. Inga underarter finns listade i Catalogue of Life.